# Freestyleskiën op de Olympische Winterspelen 2018 - Slopestyle vrouwen
Het onderdeel slopestyle voor vrouwen tijdens de Olympische Winterspelen 2018 vond plaats op 17 februari 2018 in het Bokwang Phoenix Park in Pyeongchang. Regerend olympisch kampioene was de Canadese Dara Howell. Howell werd ditmaal uitgeschakeld in de kwalificatie.

## Tijdschema
| Datum       | Lokale tijd | MET   | Ronde        |
| ----------- | ----------- | ----- | ------------ |
| 17 februari | 10:00       | 02:00 | Kwalificatie |
| 17 februari | 13:00       | 05:00 | Finale       |

## Uitslag

### Kwalificatie
| #  | Bib | Naam                       | Land                           | 1e run | 2e run | Beste | Opm. |
| -- | --- | -------------------------- | ------------------------------ | ------ | ------ | ----- | ---- |
| 1  | 17  | Emma Dahlström             | Zweden                         | 91.40  | 57.60  | 91.40 | Q    |
| 2  | 2   | Tiril Sjåstad Christiansen | Noorwegen                      | 55.80  | 89.00  | 89.00 | Q    |
| 3  | 3   | Johanne Killi              | Noorwegen                      | 87.80  | 64.20  | 87.80 | Q    |
| 4  | 12  | Isabel Atkin               | Groot-Brittannië               | 13.20  | 86.80  | 86.80 | Q    |
| 5  | 23  | Mathilde Gremaud           | Zwitserland                    | 85.40  | 71.60  | 85.40 | Q    |
| 6  | 18  | Devin Logan                | Verenigde Staten               | 84.80  | 37.60  | 84.80 | Q    |
| 7  | 10  | Sarah Höfflin              | Zwitserland                    | 83.00  | 21.20  | 83.00 | Q    |
| 8  | 5   | Anastasia Tatalina         | Olympische atleten uit Rusland | 27.40  | 81.00  | 81.00 | Q    |
| 9  | 15  | Yuki Tsubota               | Canada                         | 65.40  | 78.20  | 78.20 | Q    |
| 10 | 8   | Katie Summerhayes          | Groot-Brittannië               | 75.80  | 77.60  | 77.60 | Q    |
| 11 | 1   | Jennie-Lee Burmansson      | Zweden                         | 17.40  | 77.00  | 77.00 | Q    |
| 12 | 7   | Maggie Voisin              | Verenigde Staten               | 72.80  | 73.00  | 73.00 | Q    |
| 13 | 22  | Lee Mee-hyun               | Zuid-Korea                     | 46.80  | 72.80  | 72.80 |      |
| 14 | 9   | Lana Proesakova            | Olympische atleten uit Rusland | 42.20  | 70.60  | 70.60 |      |
| 15 | 6   | Tess Ledeux                | Frankrijk                      | 69.40  | 28.40  | 69.40 |      |
| 16 | 14  | Darian Stevens             | Verenigde Staten               | 8.20   | 64.00  | 64.00 |      |
| 17 | 20  | Lara Wolf                  | Oostenrijk                     | 10.20  | 66.40  | 66.40 |      |
| 18 | 11  | Kea Kühnel                 | Duitsland                      | 19.40  | 59.60  | 59.60 |      |
| 19 | 21  | Lou Barin                  | Frankrijk                      | 50.60  | 38.40  | 50.60 |      |
| 20 | 13  | Dominique Ohaco            | Chili                          | 16.00  | 38.60  | 38.60 |      |
| 21 | 19  | Dara Howell                | Canada                         | 12.80  | 32.00  | 32.00 |      |
| 22 | 16  | Kim Lamarre                | Canada                         | 22.80  | 23.60  | 23.60 |      |
| 23 | 4   | Caroline Claire            | Verenigde Staten               | 20.00  | 16.40  | 20.00 |      |

### Finale
| #      | Bib | Naam                       | Land                           | 1e run | 2e run | 3e run | Beste |
| ------ | --- | -------------------------- | ------------------------------ | ------ | ------ | ------ | ----- |
| Goud   | 10  | Sarah Höfflin              | Zwitserland                    | 83.80  | 27.80  | 91.20  | 91.20 |
| Zilver | 23  | Mathilde Gremaud           | Zwitserland                    | 88.00  | 29.40  | 29.40  | 88.00 |
| Brons  | 12  | Isabel Atkin               | Groot-Brittannië               | 68.40  | 79.40  | 84.60  | 84.60 |
| 4      | 7   | Maggie Voisin              | Verenigde Staten               | 26.40  | 37.60  | 81.20  | 81.20 |
| 5      | 3   | Johanne Killi              | Noorwegen                      | 10.20  | 76.80  | 54.40  | 76.80 |
| 6      | 15  | Yuki Tsubota               | Canada                         | 74.40  | 26.40  | 40.40  | 74.40 |
| 7      | 8   | Katie Summerhayes          | Groot-Brittannië               | 61.40  | 71.40  | 23.20  | 71.40 |
| 8      | 1   | Jennie-Lee Burmansson      | Zweden                         | 42.00  | 65.00  | 24.40  | 65.00 |
| 9      | 2   | Tiril Sjåstad Christiansen | Noorwegen                      | 5.20   | 24.00  | 60.40  | 60.40 |
| 10     | 18  | Devin Logan                | Verenigde Staten               | 22.60  | 56.80  | 10.60  | 56.80 |
| 11     | 17  | Emma Dahlström             | Zweden                         | 16.60  | 52.40  | 15.40  | 52.40 |
| 12     | 5   | Anastasia Tatalina         | Olympische atleten uit Rusland | 29.40  | 51.20  | 13.00  | 51.20 |